# Donavia
Donavia, già conosciuta come Aeroflot-Don e Le Linee Aeree del Don (in russo: Донские авиалинии, Donskie avialinii o Aeroflot-Don) era una compagnia aerea russa con base all'Aeroporto di Rostov sul Don che è gestito dalla compagnia stessa.
Donavia era una delle principali compagnie aeree russe nel mercato domestico, ma aveva anche una vasta rete dei voli internazionali. In seguito al rischio di fallimento economico la compagnia aerea russa è stata privatizzata negli anni '90 ed è stata acquistata dalla compagnia aerea statale Aeroflot nel 2000 aumentando i ricavi commerciali e salendo nella classifica delle compagnie aeree russe. La compagnia è al 49% privatizzata mentre il 51% delle azioni è di proprietà statale.
La compagnia, insieme ad Orenair, cessò le operazioni di volo il 27 marzo 2016, data nel quale venne inglobata in Rossija Airlines.

## Storia
L'Aeroflot-Don nacque nel 1993 come compagnia aerea russa "Le Linee Aeree del Don" (in russo: Донские Авиалинии) sulla base della divisione del Sud dell'Aeroflot-Rostov sul Don nato nel 1925.
Prima della seconda guerra mondiale le destinazione della compagnia aerea della Russia meridionale erano limitate a Mosca, Baku, Charkiv, Tbilisi. Con la modernizzazione degli aerei la compagnia aveva aperto le destinazioni nuovi per Groznyj in Cecenia, Mineral'nye Vody, nel Caucaso, Orël.
I piloti della 77º e 78º Divisioni dell'Aeroflot che formavano la compagnia aerea prima del 1941 erano impegnati nella Seconda guerra mondiale come piloti militari e otto di loro sono diventati Eroi dell'URSS e molti altri hanno ottenuto riconoscimenti e medaglie al valore militare.
Dopo la fine della Seconda guerra mondiale il numero dei passeggeri trasportati dalla compagnia è notevolmente aumentato nella Russia. Nel 1963 la compagnia è stata ingrandita e nel 1981 sono stati aperti i primi voli internazionali dalla Soči per Bratislava, Budapest, Praga. Fino al 1991 la compagnia aerea operava i numerosi voli per il Medio Oriente e per l'Europa Occidentale.
La Società per azioni sulla base della compagnia aerea sovietica della Rostov sul Don è stata creata nel 1993.
Alla fine degli anni novanta la compagnia con 100% del capitale privato è stata nuovamente ricomperata dallo Stato che ha permesso di rinnovare notevolmente la flotta e vincere solo dopo 2 anni dopo il rischio del fallimento il premio aereo russo "Le Ali della Russia" come una delle migliori compagnie aeree russe.
Il 25 settembre 2009 il Consiglio dell'Amministrazione dell'Aeroflot ha deciso di ritornare all'Aeroflot-Don S.p.a. il suo nome precedente Donavia S.p.a.
Nel 2009 la Donavia ha trasportato 1.210.300 passeggeri effettuando 11.979 voli di linea e charter. La compagnia aerea ha trasportato nel 2009 il 7,9% di passeggeri in meno rispetto all'anno precedente in seguito al calo notevole d'utilizzo degli aerei Ilyushin Il-86 nei voli internazionali.
Nel periodo gennaio - giugno 2010 la Donavia ha trasportato 643.800 passeggeri mostrando la notevole crescita di 36,3% rispetto allo stesso periodo del 2009.
Nel 2010 la compagnia aerea ha trasportato 1.385.900 passeggeri, il +14,5% in più rispetto al 2009.

## Strategia
L'Aeroflot-Don operava nel mercato come una società controllata dalla compagnia aerea russa Aeroflot che fa parte di SkyTeam.
Nel 2006 la compagnia aerea trasportò un numero di passeggeri record nella sua storia: 588 212; il traffico cargo nel 2006 ha raggiunse invece i 2,2 milioni di tonnellate di merci e 133,4 tonnellate di posta. Sempre in quell'anno, l'Aeroflot-Don effettuò 7713 voli.
Dal 2006 è stata introdotta la vendita dei biglietti via internet e la flotta venne modernizzata: i vecchi aerei Boeing 737-500 ed Tupolev Tu-154M saranno cambiati con nuovi velivoli sia di produzione russa, sia di produzione occidentale.
L'11 dicembre 2008 l'Aeroflot-Don è diventata membro della IATA.
Il 25 settembre 2009 la compagnia abbandonò il marchio Aeroflot-Don per riprendere lo storico marchio che già aveva dal 1991 al 2000, ovvero Donavia.
Dal 27 marzo 2016 tutte le operazioni di Donavia sono confluite in Rossija Airlines, altra compagnia controllata al 100% da Aeroflot, decretando da tale data la fine della compagnia aerea.

## Flotta
Medio raggio

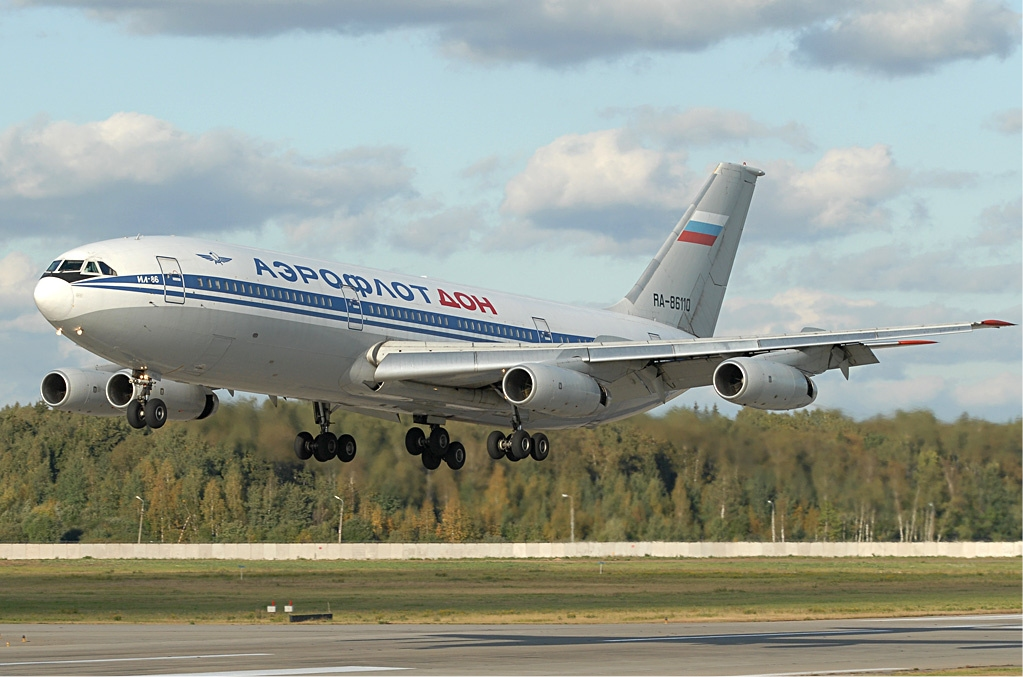
Ilyushin Il-86 nella livrea storica dell'Aeroflot-Don.

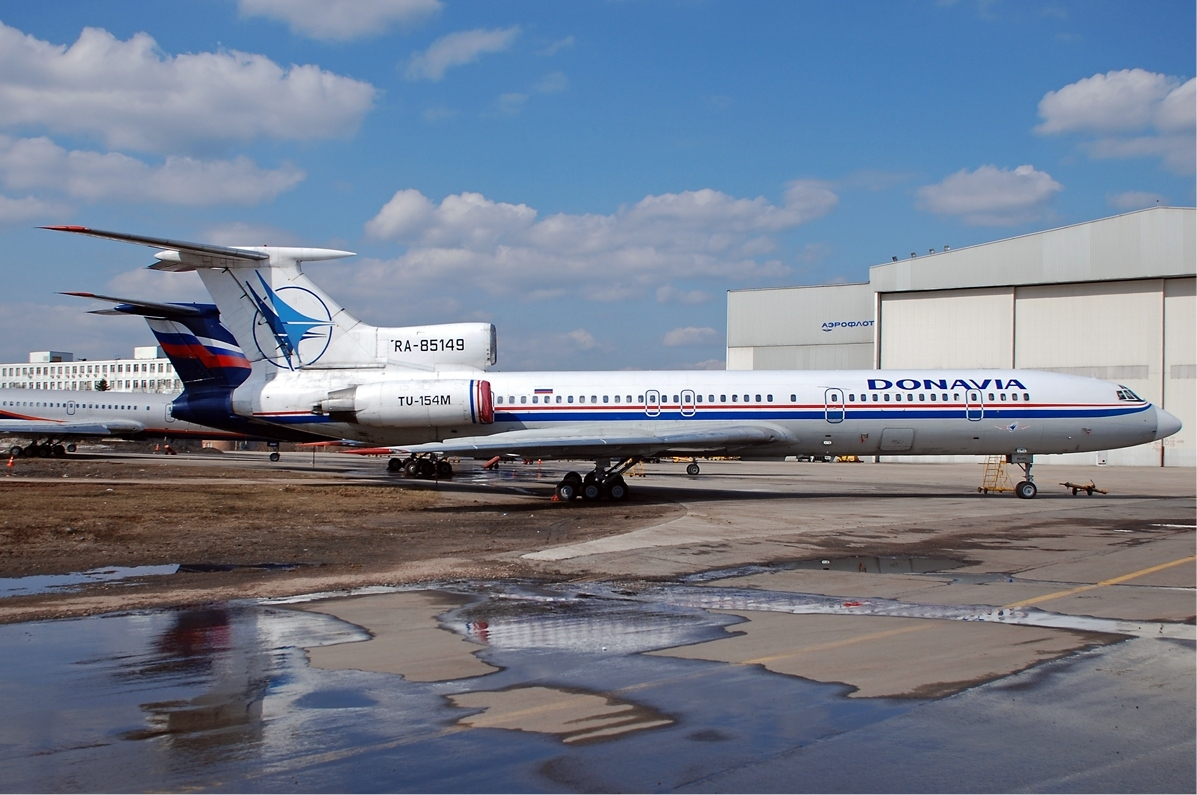
Tupolev Tu-154M nella livrea Donavia.

- 6 Airbus A319 (VP-BBT, VP-BBU, VP-BIS, VP-BIV, VP-BNB, VP-BNJ)
- 3 Boeing 737-400 (VQ-BAN, VQ-BAO, VQ-BCS)
- 1 Boeing 737-500 (VP-BYU)

## Flotta storica
- Tupolev Tu-134A-3
- Tupolev Tu-154B-2
- Tupolev Tu-154M (RA-85149, RA-85626, RA-85637)
- Ilyushin Il-86 (RA-86113, RA-86124, RA-86140, RA-86141)

## Incidenti
Il 14 agosto 2009 un volo charter internazionale D9 7508 Adalia (Turchia) - Mosca-Šeremet'evo (Russia) operato con un Ilyushin Il-86 di fabbricazione sovietica ha effettuato un atterraggio d'emergenza allo scalo moscovita. L'aereo dell'Aeroflot-Don è partito alle 12:40 (ora locale) dall'aeroporto turco. L'equipaggio ha avvertito la caduta della pressione dell'olio in uno dei propulsori del velivolo dopo 4 minuti dalla partenza decidendo di spegnerlo al 22º minuto del volo e di continuare il volo con tre propulsori fino alla destinazione finale.
I 347 passeggeri a bordo non hanno riportato danni in seguito all'incidente.